# Beckers Snacks (equip ciclista)
L'equip Beckers Snacks va ser un equip ciclista neerlandès que va competir professionalment entre el 1982 i el 1983.

## Principals victòries

### A les grans voltes
- Tour de França:
  - 0 participacions

- Giro d'Itàlia
  - 0 participacions

- Volta a Espanya
  - 0 participacions

## Principals ciclistes
- Aad van den Hoek
- Hans Langerijs